# Base de Dados Mundial de Áreas Protegidas
A Base de Dados Mundial de Áreas Protegidas, também chamada WDPA em referência ao seu nome em língua inglesa (World Database on Protected Areas), é a maior base de dados existente sobre áreas protegidas terrestres e marinhas em nível mundial. Em outubro de 2016 ela continha dados de 217.155 áreas protegidas, com registros cobrindo 244 países e territórios em todo o mundo.

## Histórico
A WDPA é um empreendimento conjunto estabelecido entre o Centro Mundial de Monitoramento da Conservação das Nações Unidas e a Comissão Mundial de Áreas Protegidas da União Internacional para a Conservação da Natureza. Seus dados são coletados junto a secretariados de convenções internacionais, governos e ONG colaboradoras, mas o papel de guardião desses dados cabe ao Programa de Áreas Protegidas, também chamado UNEP-WCMC em referência aos seus criadores, o Programa das Nações Unidas para o Meio Ambiente (em inglês, UNEP) e o Centro Mundial de Monitoramento da Conservação (em inglês, WCMC).
Com sede em Cambridge, no Reino Unido, o UNEP-WCMC tem hospedado o banco de dados desde a sua criação, em 1981, e fornece informações valiosas para os tomadores de decisão em todo o mundo, particularmente em termos de extensão e eficácia das áreas protegidas e de indicadores de cumprimento de metas internacionais de proteção da biodiversidade. Em outubro de 2010 o UNEP-WCMC lançou o portal Protected Planet, que permite aos usuários interagir com os dados da WDPA.

## Conteúdo
A WDPA usa a definição de área protegida da IUCN como critério principal para a inclusão de dados no banco, e essa definição presume a conformidade de cada área protegida em relação à Convenção sobre Diversidade Biológica. O banco de dados contém informações abrangentes sobre os diferentes tipos de áreas protegidas, que vão desde aquelas estritamente protegidas até aquelas onde o uso sustentável dos recursos naturais é permitido; e inclui áreas manejadas por governos, co-geridas, privadas e comunitárias. A Comissão Mundial de Áreas Protegidas da UICN orienta a categorização de áreas protegidas segundo seu Sistema de Categorias de Gestão de Áreas Protegidas, com o objetivo de permitir comparações e facilitar o processo de acompanhamento de cada área protegida.

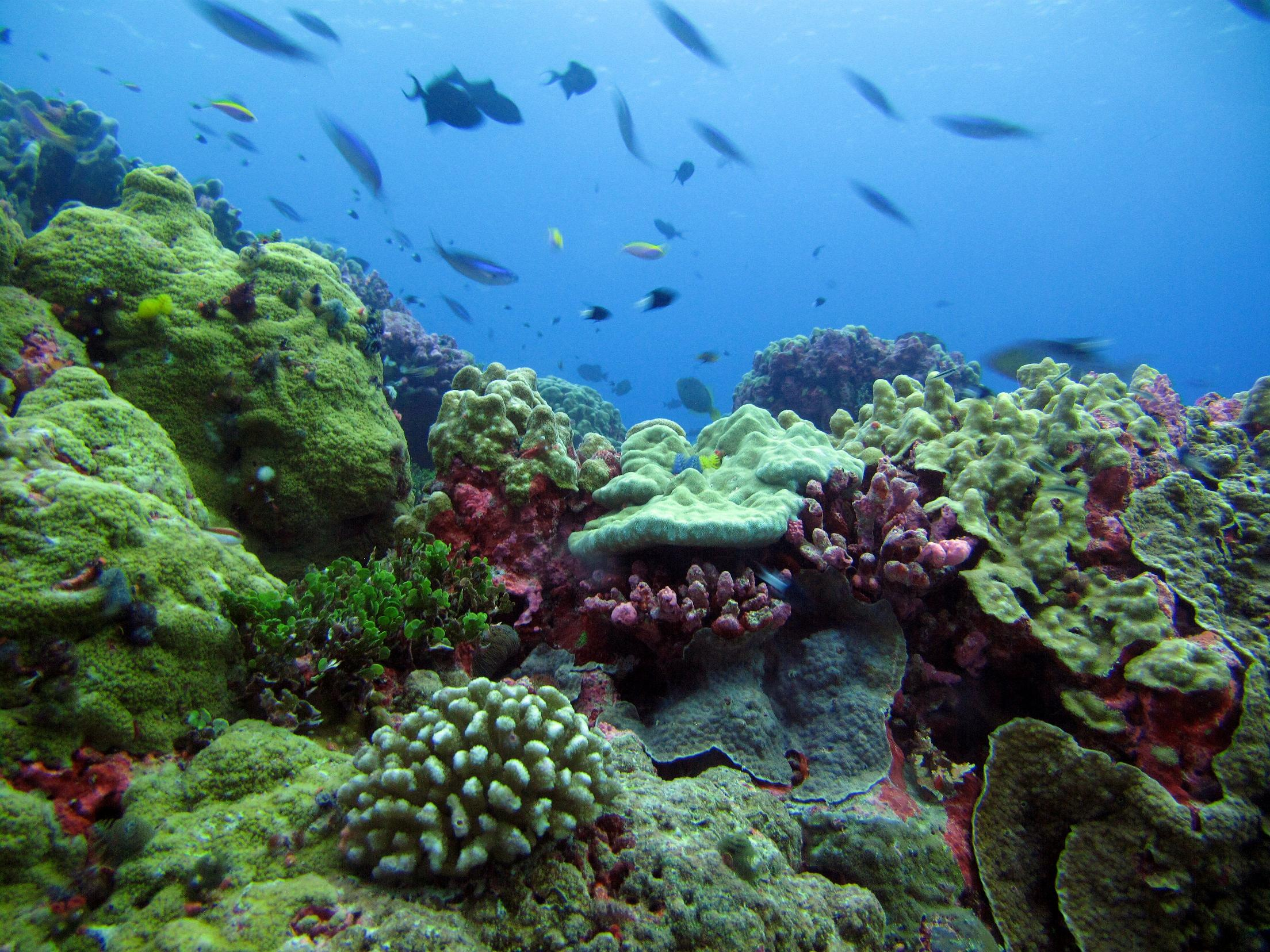
Recifes de Coral perto da ilha de Enderbury, na Área Protegida Ilhas Phoenix, a maior área marinha protegida no WDPA.

Dados contidos na WDPA são compostos de informações de "atributos" e "espaciais". Informações de atributo referem-se a dados de uma área protegida tais como o seu nome, sua área informada e seu tipo de designação segundo a legislação de seu país. Os dados espaciais são fornecidos na forma de mapas eletrônicos de sistemas de informação geográfica (SIG), muitas vezes referidos como shapefiles. Esses arquivos fornecem informações sobre a localização (latitude e longitude) e a extensão espacial de uma área protegida, seja na forma da localização de um ponto médio ou da localização de um polígono que mostra os limites da área protegida, e neste último caso os dados fornecem uma indicação do tamanho e da forma da área protegida. É dessa forma que os dados são apresentados na plataforma Protected Planet, através da qual os dados da WDPA são disponibilizados para uso público em todo o mundo. A equipe da WDPA tem um acordo formal com a Global Biodiversity Information Facility (GBIF) para integrar seus dados sobre a ocorrência de espécies com os arquivos de formas de áreas protegidas da WDPA, o que ajuda organizações governamentais, não-governamentais e organizações privadas a visualizarem a densidade de espécies dentro de uma área protegida.
As áreas protegidas cadastradas do WDPA são resultado de uma afetação com base na legislação nacional, ou de uma designação internacional. Enquanto a maior parte das áreas protegidas são criadas do território nacional de um país (incluindo a sua marítima Zona Económica Exclusiva) e utilizando a legislação nacional ou acordos internacionais, outras áreas protegidas podem ser criadas em águas internacionais ou, mais raramente, contar tão somente com uma designação internacional, como no caso de algumas áreas reconhecidas no quadro do programa do Patrimônio Mundial da Organização das Nações Unidas para a Educação, a Ciência e a Cultura (UNESCO).

## Usos
Como o único inventário global e abrangente das áreas protegidas de todo o mundo, a WDPA é um recurso-chave para o gerenciamento e pesquisa de áreas protegidas. Através da plataforma Protected Planet as informações da WDPA são abertamente disponibilizadas em vários formatos e são usadas por indivíduos, agências governamentais, organizações sem fins lucrativos e empresas do sector privado.
Por esses motivos, a Oitava Conferência das Partes (COP8) da Convenção sobre Diversidade Biológica (CDB), realizada em Curitiba em 2006, reconheceu a importância da WPDA como ferramenta para auxiliar no acompanhamento dos progressos e ajudar os países a atingirem os objetivos a que se comprometeram no quadro da CDB. Além disso, a WDPA é utilizada sobretudo para os seguintes fins:

### Usos gerais
- Para combinar dados de espécies com análises espaciais da WDPA, permitindo monitorar a ocorrência de espécies dentro de áreas protegidas e identificar hot-spots de espécies ameaçadas de extinção.[11] Um caso típico envolve o cruzamento de dados da Global Biodiversity Information Facility (GBIF).
- Para elaborar relatórios de progresso no cumprimento dos Objetivos de Desenvolvimento do Milênio e da Convenção sobre a Diversidade Biológica.[2][5]
- Para realizar avaliações, tais como o Global Biodiversity Outlook e a Biodiveristy Indicators Partnership (BIP) de 2010.[12]
- Para estimar a extensão e a quantidade de estoques de carbono protegidos pela Convenção-Quadro das Nações Unidas sobre a Mudança do Clima (UNFCCC).

### Uso por governos e organizações não-governamentais
- Apoiar e monitorar o progresso mundial e das regiões rumo a um número de metas internacionais, mandatos e avaliações.[2][13]
- Gap analysis de áreas protegidas: muitos países e regiões estão buscando identificar a extensão da proteção de biomas, habitats e espécies, o que ajuda a priorizar o estabelecimento de áreas protegidas.[14]
- Planejamento de novas áreas protegidas: a ferramenta Integrated Biodiversity Assessment Tool (IBAT) torna os dados da WDPA disponíveis para a pesquisa e o planejamento da conservação.

### Uso pelo setor privado
- Para cumprir com as políticas de proteção ambiental dos países, organismos setoriais como o International Council on Mining and Metals (ICMM) utilizam os dados da WDPA.
- Para realizar avaliações de risco e de avaliações de impacto ambiental.[15] Vários setores usam dados da WDPA para planejar suas atividades, manterem-se afastados de importantes áreas de preservação e/ou adaptar suas atividades a condições ambientais mais frágeis, dentre outros.[16]

### Outros usos
- Entre vários outros usos interessantes para a comunidade científica, a WDPA é utilizada para a investigação sobre a extensão, localização e efetividade das áreas protegidas.[4][17]
- A WDPA é usada pela National Geographic para detalhar a localização das áreas protegidas na produção de seus mapas.[18]

## Protected Planet
A ferramenta online Protected Planet foi desenvolvida como uma interface para os dados da WDPA, com a intenção de ser mais amigável ao usuário e permitir visualizar, explorar e medir áreas protegidas por meio de mapas interativos e ferramentas estatísticas. O objetivo de tal desenvolvimento é reduzir a dificuldade no acesso e na submissão dos dados sobre áreas protegidas.
Essa plataforma foi lançada durante a 10ª Conferência das Partes da Convenção sobre a Diversidade Biológica, em Nagoia em outubro de 2010, e foi em grande parte financiada por investimentos do setor privado. Ele atua como uma infraestrutura moderna para o download de dados de áreas protegida por usuários registrados e está hospedado em vários servidores em todo o mundo. Os responsáveis pela submissão de dados sobre as áreas protegidas vão desde indivíduos até grandes organizações globais.
Como a plataforma Protected Planet é acessível por acadêmicos, cientistas, estudantes, pesquisadores, gestores de parques e comunidades locais, ela permite coletar opiniões desses usuários para a posterior realização de melhorias, que levaram a um aumento expressivo do número de downloads de dados do site, de 6.000 em 2014 para 47.348 em 2015.